# Sisyromyia aurata
Sisyromyia aurata är en tvåvingeart som först beskrevs av Walker 1849.  Sisyromyia aurata ingår i släktet Sisyromyia och familjen svävflugor. Inga underarter finns listade i Catalogue of Life.